# Blauwkopbosijsvogel
De blauwkopbosijsvogel (Actenoides monachus) is een vogel uit de familie Alcedinidae (ijsvogels).

## Verspreiding en leefgebied
Deze soort is endemisch op Sulawesi en telt twee ondersoorten:
- A. m. monachus: noordelijk en centraal Sulawesi, Manado Tua en Lembeh.
- A. m. capucinus: oostelijk, zuidoostelijk en zuidelijk Sulawesi en Buton.

## Status
De grootte van de populatie is niet gekwantificeerd maar de soort wordt omschreven als schaars. Op de Rode lijst van de IUCN heeft deze soort de status gevoelig.